# Arklow-G-Klasse
Die Arklow-G-Klasse ist eine aus fünf Einheiten bestehende Küstenmotorschiffsklasse der irischen Reederei Arklow Shipping.

## Geschichte
Die Schiffe wurden auf der niederländischen Werft Scheepswerf Ferus Smit in Westerbroek gebaut. Das Typschiff wurde am 12. Mai 2023 abgeliefert, die weiteren folgten bis Mai 2024.

## Beschreibung
Die Schiffe werden von einem Viertakt-Sechszylinder-Dieselmotor des Typs MaK 6M25 mit 1600 kW Leistung angetrieben. Der Motor wirkt auf einen Propeller mit Kortdüse. Die Schiffe sind mit einem elektrisch mit 275 kW Leistung angetriebenen Bugstrahlruder ausgestattet.
Die Schiffe verfügen über einen boxenförmigen Laderaum. Dieser ist 59,8 m lang, 12,6 m breit und 8,5 m hoch. Auf den vorderen etwa elf Metern verjüngt der Raum sich. Die Schiffe sind mit zwei Querschotten ausgerüstet, mit denen der Laderaum unterteilt werden kann. Die Schotten können an elf Positionen errichtet werden. Der Laderaum ist mit Stapellukendeckeln verschlossen. Diese können mithilfe eines Lukenwagens bewegt werden. Die Tankdecke kann mit 15 t/m², die Lukendeckel mit 1,75 t/m² belastet werden.
Die Decksaufbauten befinden sich im hinteren Bereich der Schiffe. Die Einrichtungen für die Schiffsbesatzung und die Brücke sowie verschiedene Betriebsräume sind auf vier Decks untergebracht. An Bord stehen neun Kabinen zur Verfügung.

## Schiffe
| G-Klasse     | G-Klasse  | G-Klasse   | G-Klasse                           |
| Bauname      | Baunummer | IMO-Nummer | Stapellauf Ablieferung             |
| ------------ | --------- | ---------- | ---------------------------------- |
| Arklow Gem   | 454       | 9874088    | 6. April 2023 12. Mai 2023         |
| Arklow Glen  | 455       | 9874090    | 16. Juni 2023 24. Juli 2023        |
| Arklow Globe | 456       | 9874105    | 13. Oktober 2023 19. November 2023 |
| Arklow Grace | 457       | 9874117    | 26. Januar 2024 1. März 2024       |
| Arklow Guard | 458       | 9874129    | 12. April 2024 17. Mai 2024        |

Die Schiffe fahren unter der Flagge der Niederlande, Heimathafen ist Rotterdam.